# Pierre-Olivier Vincent
Pierre-Olivier Vincent est un auteur et dessinateur français.

## Biographie
Pierre-Olivier Vincent commence sa carrière en réalisant diverses couvertures et illustrations pour des revues (Casus Belli) et des livres (notamment des romans de science-fiction tels que Raz de marée sur Aquarius de Monica Hughes). Il travaille également en tant que designer au sein des studios Gaumont.
Son ascension débute réellement lorsqu'il est remarqué et choisi pour travailler à la réalisation de dessins animés et de films d'animation au sein de la DreamWorks Animation (Los Angeles), une division de la célèbre société américaine DreamWorks SKG, créée par Steven Spielberg. Il y débute le 1er janvier 1998 et son travail a depuis été reconnu par les Annie Award, cérémonie de référence dans le monde de l'animation.
Pierre-Olivier Vincent fait également partie des illustrateurs de la collection Bibliothèque verte des éditions Hachette.

## Filmographie
- La Route d'Eldorado (The Road to El Dorado), 2000, layout artist.
- Spirit, l'étalon des plaines (Spirit : Stallion of the Cimarron), 2002, designer en effets visuels.
- Gang de requins (Shark Tale), 2004 , designer en effets visuels.
- Souris City (Flushed Away), 2006, en collaboration avec les studios Aardman, directeur artistique.
- Dragons (How to train your Dragon), 2010, en collaboration avec les studios  DreamWorks, directeur artistique.

## Nominations et récompenses
- 2004 : nomination aux Annie Award (32e cérémonie) dans la catégorie Production Design in an Animated Feature Production pour le film Gang de requins[2].
- 2006 : Victoire aux Annie Award (34e cérémonie) dans la catégorie Production Design in an Animated Feature Production pour Souris City[3].